# Caloptilia violacella
Caloptilia violacella är en fjärilsart som först beskrevs av James Brackenridge Clemens 1860.  Caloptilia violacella ingår i släktet Caloptilia och familjen styltmalar. Inga underarter finns listade i Catalogue of Life.